# Claire Lecat
Claire Lecat (nascida em 6 de julho de 1965) é uma ex-judoca francesa, ganhadora de uma medalha de bronze no mundial de judô, em 1989, e duas medalhas de bronze no Campeonato Europeu, nos anos de 1989 e 1990. Participou dos Jogos Olímpicos de Barcelona 1992, onde ficou em quinto na categoria até 66 quilos.

## Palmarés internacional
| Campeonato Mundial | Campeonato Mundial                | Campeonato Mundial | Campeonato Mundial |
| Ano                | Local                             | Medalha            | Categoria          |
| ------------------ | --------------------------------- | ------------------ | ------------------ |
| 1989               | Belgrado ( Iugoslávia)            | 3                  | –66 kg             |
| Campeonato Europeu |                                   |                    |                    |
| Ano                | Local                             | Medalha            | Categoria          |
| 1989               | Helsinque ( Finlândia)            | 3                  | –66 kg             |
| 1990               | Francoforte ( Alemanha Ocidental) | 3                  | –66 kg             |